# Фонтанелл (Вайомінг)
Фонтанелл (англ. Fontenelle) — переписна місцевість (CDP) в США, в окрузі Лінкольн штату Вайомінг. Населення — 5 осіб (2020).

## Географія
Фонтанелл розташований за координатами 42°0′12″ пн. ш. 110°3′44″ зх. д. / 42.00333° пн. ш. 110.06222° зх. д. (42.003262, -110.062193).  За даними Бюро перепису населення США в 2010 році переписна місцевість мала площу 9,33 км², з яких 9,00 км² — суходіл та 0,33 км² — водойми.

### Клімат
| Клімат : Фонтанелл                           | Клімат : Фонтанелл | Клімат : Фонтанелл | Клімат : Фонтанелл | Клімат : Фонтанелл | Клімат : Фонтанелл | Клімат : Фонтанелл | Клімат : Фонтанелл | Клімат : Фонтанелл | Клімат : Фонтанелл | Клімат : Фонтанелл | Клімат : Фонтанелл | Клімат : Фонтанелл | Клімат : Фонтанелл |
| Показник                                     | Січ.               | Лют.               | Бер.               | Квіт.              | Трав.              | Черв.              | Лип.               | Серп.              | Вер.               | Жовт.              | Лист.              | Груд.              | Рік                |
| Абсолютний максимум, °C                      | 11,1               | 13,9               | 21,7               | 26,1               | 28,3               | 34,4               | 37,8               | 35,0               | 31,1               | 27,2               | 19,4               | 13,9               | 37,8               |
| Середній максимум, °C                        | −3,3               | −0,9               | 4,7                | 10,7               | 16,3               | 22,4               | 27,9               | 26,8               | 20,9               | 13,7               | 3,7                | −2,7               | 11,7               |
| Середній мінімум, °C                         | −18,5              | −16,7              | −10,1              | −5,6               | −0,7               | 3,7                | 7,3                | 6,0                | 0,5                | −5,5               | −11,8              | −17,8              | −5,8               |
| Абсолютний мінімум, °C                       | −41,7              | −43,3              | −36,1              | −22,8              | −14,4              | −10                | −6,1               | −8,3               | −15,6              | −22,2              | −33,9              | −43,3              | −43,3              |
| Норма опадів, мм                             | 7                  | 7                  | 9                  | 19                 | 29                 | 23                 | 15                 | 18                 | 20                 | 15                 | 9                  | 7                  | 178                |
| -------------------------------------------- | ------------------ | ------------------ | ------------------ | ------------------ | ------------------ | ------------------ | ------------------ | ------------------ | ------------------ | ------------------ | ------------------ | ------------------ | ------------------ |
| Джерело: The Western Regional Climate Center |                    |                    |                    |                    |                    |                    |                    |                    |                    |                    |                    |                    |                    |

## Демографія
Згідно з переписом 2010 року, у переписній місцевості мешкало 13 осіб у 6 домогосподарствах у складі 3 родин. Густота населення становила 1 особа/км².  Було 7 помешкань (1/км²).
Расовий склад населення:
| - 92,3 % — білих - 7,7 % — азіатів |

До двох чи більше рас належало 0,0 %. Частка іспаномовних становила 0,0 % від усіх жителів.
За віковим діапазоном населення розподілялося таким чином: 0,0 % — особи молодші 18 років, 92,3 % — особи у віці 18—64 років, 7,7 % — особи у віці 65 років та старші. Медіана віку мешканця становила 51,8 року. На 100 осіб жіночої статі у переписній місцевості припадало 160,0 чоловіків;  на 100 жінок у віці від 18 років та старших — 160,0 чоловіків також старших 18 років.
Цивільне працевлаштоване населення становило 0 осіб. 